# ポール・シェアリング
ポール・シェアリング（Paul Scheuring、1968年11月20日 - ）は、アメリカ合衆国の脚本家。

## 略歴
主に映画やアメリカのテレビドラマの脚本・監督を務める。2003年まで映画の作家を専門として活動していた。
現在テレビシリーズ『プリズン・ブレイク』の製作総指揮を務めている。

## 主な作品

### 映画
- ブルドッグ A Man Apart (2003) 脚本
- エクスペリメント The Experiment (2009) 監督・脚本・製作

### テレビ
- プリズン・ブレイク Prison Break (2005-2009) 製作総指揮